# À travers le Morbihan 1998
À travers le Morbihan 1998, nona edizione della corsa con questo nome e ventitreesima in totale, valida come evento UCI categoria 1.4, si svolse il 20 giugno 1998 su un percorso di 205 km. Fu vinta dal francese Laurent Desbiens che giunse al traguardo con il tempo di 5h10'26", alla media di 39,622 km/h.

## Ordine d'arrivo (Top 10)
| Pos. | Corridore        | Squadra         | Tempo    |
| ---- | ---------------- | --------------- | -------- |
| 1    | Laurent Desbiens | Cofidis         | 5h10'26" |
| 2    | Cyril Saugrain   | Cofidis         | s.t.     |
| 3    | Dominique Rault  | Mutuelle        | a 1'20"  |
| 4    | Franck Bouyer    | Franç. des Jeux | s.t.     |
| 5    | Carlos Da Cruz   | BigMat          | a 2'04"  |
| 6    | Claude Lamour    | Mutuelle        | a 2'43"  |
| 7    | Jens Voigt       | Crédit Agricole | s.t.     |
| 8    | Bruno Thibout    | Cofidis         | s.t.     |
| 9    | Pascal Chanteur  | Casino          | s.t.     |
| 10   | Lylian Lebreton  | BigMat          | s.t.     |